# أورليان
أُرْلِيَانَش أو أليانش أو أُرْلِيَن (بالفرنسية: Orléans أورليان)‏ هي مدينة في وسط فرنسا. تبعد عن إبريز (باريس) 130 كم باتجاه الجنوب الغربي. وهي مدينة جامعية ومركز للأسقفية مع كاتدرائية ملفتة وعدد من السكان يبلغ 113،130 نسمة لسنة 2006. أرليانش هي مقر مقاطعة لواريت.
عقدت في عام 1960 توأمة بين أرليانش ومدينة مونستر الألمانية. تقاسم قلبا المدينتين التاريخيين نفس المصير، فدمرا تماما في الحرب العالمية الثانية، وأعيد بناؤهما بصورة طبق الأصل من جديد. كما شكلت حوادث مهمة علامات فاصلة في التاريخ انطلاقاً من كلا المدينتين. كان حصار جان دارك لأرليانش في عام 1429 نقطة تحول لصالح فرنسا في حرب المئة عام ضد إنكلترة، في حين شكل صلح وستفاليا عام 1648 إشارة البداية لنهاية حرب الثلاثين عاما. يمثل التبادل الطلابي، الذي يتوسع عبر روابط بين الجمعيات والأندية الرياضية، العنصر المركزي للتوأمة. إضافة إلى تبادل نشط بين مونستر وأرليانش في مجال التدريب الفني، والمنح الدراسية.

## توأمة
لأورليان اتفاقيات توأمة مع كل من:
- لوغوج (7 مايو 1994 - )[36]
- كراكوف (14 مارس 1992 - )[37]
- دندي (1946 - )[38]
- تريفيزو (1959 - )[39]
- كريستيانساند (مايو 1973 - )[40]
- ويتشيتا (1973 - )[41]
- طراغونة (23 سبتمبر 1978 - )[42]
- أوتسونوميا (1989 - )[43]
- باراكو (1993 - )[44]
- مونستر (1960 - )[45]
- سان فلور منذ (1986 - )[46]
- يانغتشو (18 أبريل 2018 - )[47]
- نيو أورلينز (5 يناير 2018 - )[48]

## أعلام
- تشارلز لامي
- أناتول بايلي
- مارغريت بروكويديس
- فرانسوا، دوق غيس
- روبرت الثاني ملك فرنسا